# Juego de rol del capitán Alatriste
El Juego de rol del capitán Alatriste es el juego de rol oficial del universo de ficción histórica de la serie de novelas de Arturo Pérez-Reverte Las aventuras del capitán Alatriste.

## Historia del juego
Creado por el diseñador de juegos de rol Ricard Ibáñez (autor del primer juego de rol español de la historia, Aquelarre), el Juego de rol del capitán Alatriste fue publicado por primera vez en noviembre de 2002 por la editorial barcelonesa Devir Iberia. El juego y sus suplementos, tanto en sus cubiertas como en sus páginas internas, han sido ilustrados por el historietista español Joan Mundet, que desde el año 2000 ilustra la serie de novelas, en sustitución de Carlos Puerta. También ha ilustrado otros productos derivados de la serie Alatriste, como por ejemplo las historietas El capitán Alatriste (2005) y Limpieza de sangre (2008).

## Suplementos
Dos suplementos han sido publicados hasta ahora para el juego, ambos también creados por Ricard Ibáñez:
- Juego de damas[5] (abril de 2003)
- Maestros de esgrima[6] (marzo de 2004)